# گملستاد شیرکستاد
گملستاد شیرکستاد (به سوئدی: Gammelstads kyrkstad) یک منطقهٔ مسکونی در سوئد است که در بخش لولیو واقع شده‌است.